# Cnemidochroma coeruleum
Cnemidochroma coeruleum  (лат.) — вид жуков-усачей рода Cnemidochroma из подсемейства Cerambycinae. Обнаружены в Южной Америке (Бразилия, Гайана, Суринам, Французская Гвиана). Растение-хозяин: Talisia sp. (Sapindaceae). Период активности: август
.